# Lijst van voetbalinterlands Ghana - Mozambique
Deze lijst van voetbalinterlands is een overzicht van alle officiële voetbalwedstrijden tussen de nationale teams van Ghana en Mozambique. De Afrikaanse landen hebben tot op heden acht keer tegen elkaar gespeeld. De eerste ontmoeting, een groepswedstrijd tijdens de Afrika Cup 1996, was op 25 januari 1996 in Bloemfontein (Zuid-Afrika). Het laatste duel, een groepswedstrijd tijdens de Afrika Cup 2023, werd gespeeld in Abidjan (Ivoorkust) op 22 januari 2024.

## Wedstrijden
| № | Plaats       | Datum           | Competitie                   | Wedstrijd          | Uitslag |
| - | ------------ | --------------- | ---------------------------- | ------------------ | ------- |
| 1 | Bloemfontein | 25 januari 1996 | Afrika Cup 1996              | Mozambique − Ghana | 0 − 2   |
| 2 | Accra        | 14 januari 1998 | Vriendschappelijk            | Ghana − Mozambique | 0 − 0   |
| 3 | Accra        | 19 januari 1998 | Vriendschappelijk            | Ghana − Mozambique | 3 − 1   |
| 4 | Accra        | 24 januari 1999 | Afrika Cup 2000 kwalificatie | Ghana − Mozambique | 1 − 0   |
| 5 | Maputo       | 25 juni 2004    | Vriendschappelijk            | Mozambique − Ghana | 0 − 1   |
| 6 | Accra        | 24 maart 2016   | Afrika Cup 2017 kwalificatie | Ghana − Mozambique | 3 − 1   |
| 7 | Maputo       | 27 maart 2016   | Afrika Cup 2017 kwalificatie | Mozambique − Ghana | 0 − 0   |
| 8 | Abidjan      | 22 januari 2024 | Afrika Cup 2023              | Mozambique − Ghana | 2 − 2   |

## Samenvatting
| Competitie              | Totaal gespeeld | Winst Ghana | Gelijk | Winst Mozambique | Doelsaldo Ghana – Mozambique |
| ----------------------- | --------------- | ----------- | ------ | ---------------- | ---------------------------- |
| Afrika Cup              | 2               | 1           | 1      | 0                | 4 − 2                        |
| Afrika Cup-kwalificatie | 3               | 2           | 1      | 0                | 4 − 1                        |
| Vriendschappelijk       | 3               | 2           | 1      | 0                | 4 − 1                        |
| Totaal                  | 8               | 5           | 3      | 0                | 12 − 4                       |

GFA · A-internationals · Selecties ·  Bondscoaches · Ghanees vrouwenelftal · Ghana U21 · Ghana U20 · Ghana U19 · Ghana U18 · Ghana U17
1950 – 1959 ·
1960 – 1969 ·
1970 – 1979 ·
1980 – 1989 ·
1990 – 1999 ·
2000 – 2009 ·
2010 – 2019 ·
2020 − 2029
WK 2006 ·
WK 2010 · 
WK 2014
OS 1964 · 
OS 1968 · 
OS 1972 · 
OS 1976 · 
OS 1992 · 
OS 1996 ·
OS 2004
1950 · 
1951 · 
1952 · 
1953 · 
1954 · 
1955 · 
1956 · 
1957 · 
1958 · 
1959 · 
1960 · 
1961 · 
1962 · 
1963 · 
1964 · 
1965 · 
1966 · 
1967 · 
1968 · 
1969 · 
1970 · 
1971 · 
1972 · 
1973 · 
1974 · 
1975 · 
1976 · 
1977 · 
1978 · 
1979 · 
1980 · 
1981 · 
1982 · 
1983 · 
1984 · 
1985 · 
1986 · 
1987 · 
1988 · 
1989 · 
1990 · 
1991 · 
1992 · 
1993 · 
1994 · 
1995 · 
1996 · 
1997 · 
1998 · 
1999 · 
2000 · 
2001 · 
2002 · 
2003 · 
2004 · 
2005 · 
2006 · 
2007 · 
2008 · 
2009 · 
2010 · 
2011 · 
2012 · 
2013 ·
2014 ·
2015 ·
2016 ·
2017 ·
2018 ·
2019 ·
2020 ·
2021 ·
2022 ·
2023
Algerije ·
Angola ·
Argentinië ·
Australië ·
Benin ·
Bosnië en Herzegovina ·
Botswana ·
Brazilië ·
Burkina Faso ·
Burundi ·
Canada ·
Centraal-Afrikaanse Republiek ·
Chili ·
China ·
Comoren ·
Congo-Brazzaville ·
Congo-Kinshasa ·
Cuba ·
DDR ·
Denemarken ·
Duitsland ·
Egypte ·
Engeland ·
Equatoriaal-Guinea ·
Eritrea ·
Ethiopië ·
Gabon ·
Gambia ·
Griekenland ·
Guinee ·
Guinee-Bissau ·
IJsland ·
India ·
Indonesië ·
Irak ·
Iran ·
Italië ·
Ivoorkust ·
Jamaica ·
Japan ·
Joegoslavië ·
Kaapverdië ·
Kameroen ·
Kenia ·
Lesotho ·
Letland ·
Liberia ·
Libië ·
Madagaskar ·
Malawi ·
Maleisië ·
Mali ·
Marokko ·
Mauritius ·
Mexico ·
Montenegro · 
Mozambique ·
Namibië ·
Nederland ·
Nicaragua ·
Nieuw-Zeeland ·
Niger ·
Nigeria ·
Noorwegen ·
Oeganda ·
Oostenrijk ·
Portugal ·
Qatar ·
Rusland ·
Rwanda ·
Saoedi-Arabië ·
Sao Tomé en Principe ·
Senegal ·
Servië ·
Sierra Leone ·
Singapore ·
Slovenië ·
Soedan ·
Somalië ·
Swaziland ·
Tanzania ·
Thailand ·
Togo ·
Tsjaad ·
Tsjechië ·
Tunesië ·
Turkije ·
Uruguay ·
Verenigde Staten ·
Zambia ·
Zimbabwe ·
Zuid-Afrika ·
Zuid-Korea ·
Zwitserland
Brazilië (2006) · 
Duitsland (2014) ·
Italië (2006) · 
Ivoorkust (2015) · 
Portugal (2014) ·
Servië (2010) · 
Tsjechië (2006) · 
Verenigde Staten (2006) · 
Verenigde Staten (2014)
FMF · 
A-internationals · 
Mozambikaans vrouwenelftal
1970 – 1979 · 
1980 – 1989 · 
1990 – 1999 · 
2000 – 2009 · 
2010 – 2019 ·
2020 − 2029
Afrika Cup 1986 · 
Afrika Cup 1996 · 
Afrika Cup 1998 · 
Afrika Cup 2010
Algerije ·
Angola ·
Benin ·
Botswana ·
Burkina Faso ·
Centraal-Afrikaanse Republiek ·
Comoren ·
Congo-Brazzaville ·
Congo-Kinshasa ·
Egypte ·
Eritrea ·
Ethiopië ·
Gabon ·
Ghana ·
Guinee ·
Guinee-Bissau ·
Ivoorkust ·
Kaapverdië ·
Kameroen ·
Kenia ·
Lesotho ·
Libië ·
Madagaskar ·
Malawi ·
Mali ·
Marokko ·
Mauritanië ·
Mauritius ·
Namibië ·
Niger ·
Nigeria ·
Oeganda ·
Oman ·
Portugal ·
Rwanda ·
Senegal ·
Seychellen ·
Soedan ·
Somalië ·
Swaziland ·
Tanzania ·
Togo ·
Tunesië ·
Vietnam ·
Zambia ·
Zimbabwe ·
Zuid-Afrika ·
Zuid-Soedan